# Superfecundació
La superfecundació és la fertilització de dos o més òvuls del mateix cicle menstrual per espermatozoides de coits diferents, que poden portar a bessons de dos pares biològics separats.
S'estima que un de cada dotze naixements de bessons són per superfecundació.
El terme superfecundació deriva del fecund, que significa la capacitat de produir descendència. La superfecundació heteropaternal es refereix a la fertilització de dos òvuls separats per dos pares diferents. La superfecundació homopaternal es refereix a la fertilització de dos òvuls separats del mateix pare, que condueixen a bessons fraternals. Mentre que la superfecundació heteropaterna es coneix com una forma d'agermanament atípic, genèticament, els bessons són mitg germans. La superfecundació, encara que rara, es pot produir a través d'ocurrències separades de les relacions sexuals o mitjançant la inseminació artificial.